# Óscar Trejo
Óscar Guido Trejo (ur. 26 kwietnia 1988 w Santiago del Estero) – argentyński piłkarz występujący na pozycji pomocnika w hiszpańskim klubie Rayo Vallecano. 

## Kariera klubowa
Jest wychowankiem Boca Juniors, dla którego zdobył jednego gola w jednym rozegranym spotkaniu. Był już zawodnikiem RCD Mallorca, Elche CF, Rayo Vallecano, Sportingu Gijón, Toulouse FC a od 2017 roku występuje ponownie w Rayo Vallecano.

## Statystyki kariery
(aktualne na dzień 21 kwietnia 2022)
| Klub                  | Sezon              | Liga                   | Liga  | Liga   | Puchar Kraj. | Puchar Kraj. | Puchar Ligi | Puchar Ligi | Inne  | Inne   | Ogólnie | Ogólnie |
| Klub                  | Sezon              | Rozgrywki              | Mecze | Bramki | Mecze        | Bramki       | Mecze       | Bramki      | Mecze | Bramki | Mecze   | Bramki  |
| --------------------- | ------------------ | ---------------------- | ----- | ------ | ------------ | ------------ | ----------- | ----------- | ----- | ------ | ------- | ------- |
| Boca Juniors          | 2004–05            | Primera División       | 1     | 1      | 0            | 0            | —           | —           | —     | —      | 1       | 1       |
| RCD Mallorca          | 2006–07            | Primera División       | 8     | 1      | 0            | 0            | —           | —           | —     | —      | 8       | 1       |
| RCD Mallorca          | 2007–08            | Primera División       | 17    | 2      | 6            | 1            | —           | —           | —     | —      | 23      | 3       |
| RCD Mallorca          | 2008–09            | Primera División       | 11    | 0      | 5            | 0            | —           | —           | —     | —      | 16      | 0       |
| RCD Mallorca          | Ogólnie            | Ogólnie                | 36    | 3      | 11           | 1            | 0           | 0           | 0     | 0      | 47      | 4       |
| Elche CF (wyp.)       | 2009–10            | Segunda División       | 34    | 4      | 1            | 0            | —           | —           | —     | —      | 35      | 4       |
| Rayo Vallecano (wyp.) | 2010–11            | Segunda División       | 40    | 9      | 1            | 1            | —           | —           | —     | —      | 41      | 10      |
| Sporting Gijón        | 2011–12            | Primera División       | 33    | 4      | 0            | 0            | —           | —           | —     | —      | 33      | 4       |
| Sporting Gijón        | 2012–13            | Segunda División       | 38    | 5      | 4            | 1            | —           | —           | —     | —      | 42      | 6       |
| Sporting Gijón        | Ogólnie            | Ogólnie                | 71    | 9      | 4            | 1            | 0           | 0           | 0     | 0      | 75      | 10      |
| Toulouse FC           | 2013–14            | Ligue 1                | 32    | 2      | 2            | 0            | 1           | 1           | —     | —      | 35      | 3       |
| Toulouse FC           | 2014–15            | Ligue 1                | 31    | 4      | 1            | 0            | 0           | 0           | —     | —      | 32      | 4       |
| Toulouse FC           | 2015–16            | Ligue 1                | 34    | 4      | 1            | 1            | 3           | 0           | —     | —      | 38      | 5       |
| Toulouse FC           | 2016–17            | Ligue 1                | 29    | 2      | 1            | 0            | 1           | 0           | —     | —      | 31      | 2       |
| Toulouse FC           | Ogólnie            | Ogólnie                | 126   | 12     | 5            | 1            | 5           | 1           | 0     | 0      | 136     | 14      |
| Toulouse FC B         | 2014–15            | Championnat National 3 | 1     | 0      | —            | —            | —           | —           | —     | —      | 1       | 0       |
| Rayo Vallecano        | 2017–18            | Segunda División       | 36    | 12     | 0            | 0            | —           | —           | —     | —      | 36      | 12      |
| Rayo Vallecano        | 2018–19            | Primera División       | 26    | 1      | 1            | 0            | —           | —           | —     | —      | 27      | 1       |
| Rayo Vallecano        | 2019–20            | Segunda División       | 37    | 5      | 2            | 0            | —           | —           | —     | —      | 39      | 5       |
| Rayo Vallecano        | 2020–21            | Segunda División       | 38    | 4      | 3            | 0            | —           | —           | 4     | 1      | 45      | 5       |
| Rayo Vallecano        | 2021–22            | Primera División       | 29    | 3      | 0            | 0            | —           | —           | —     | —      | 29      | 3       |
| Rayo Vallecano        | Ogólnie            | Ogólnie                | 155   | 25     | 6            | 0            | 0           | 0           | 4     | 1      | 158     | 26      |
| Ogólnie w karierze    | Ogólnie w karierze | Ogólnie w karierze     | 475   | 63     | 28           | 4            | 5           | 1           | 4     | 1      | 501     | 69      |